# Laurence Reckelbus
Laurence Reckelbus (20 maart 1975) is een Belgische atlete, die gespecialiseerd is in het hamerslingeren. Zij veroverde twee Belgische titels.

## Biografie
Reckelbus begon op haar twaalfde met hamerslingeren alhoewel het toen nog geen officieel onderdeel was voor vrouwen. In 1994 werd ze de eerst Belgische recordhoudster en in 1995 werd ze de eerste Belgische kampioene. Een jaar nadien verlengde ze deze titel. Tussen 1996 en 1997 verbeterde ze vijfmaal het Belgische record en bracht het tot 52,88 m.
Reckelbus is nog steeds actief als master en veroverde al verschillende wereldtitels in haar leeftijdscategorie.
Reckelbus was aangesloten bij Racing Club Brussel. Nu is ze actief bij 'Cercle Atletique Schaarbeek.

## Belgische kampioenschappen
| Onderdeel      | Jaar       |
| -------------- | ---------- |
| hamerslingeren | 1995, 1996 |

## Persoonlijk record
| Onderdeel      | Prestatie       | Datum        | Plaats |
| -------------- | --------------- | ------------ | ------ |
| hamerslingeren | 52,88 m (ex NR) | 21 juni 1997 | Nijvel |

## Palmares
hamerslingeren
- 1995:  BK AC – 47,06 m
- 1996:  BK AC – 49,86 m
- 1997:  BK AC – 48,92 m